# كيلوطن

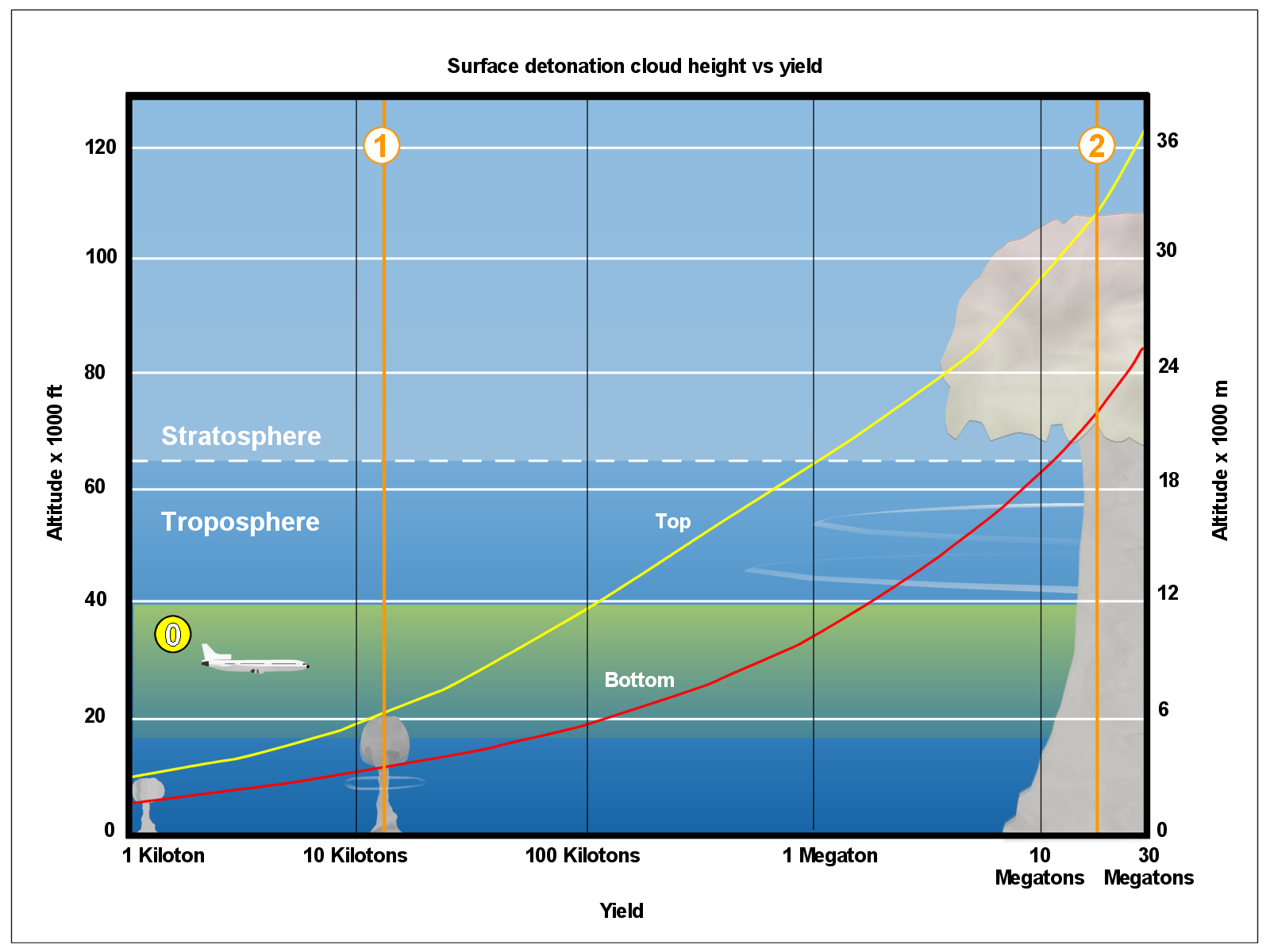

كيلوطن هي وحدة قياس وزن تعادل 1000 طن.
الكيلوطن من التي إن تي هي وحدة تستعمل لقياس الطاقة، وهي معادلة للطاقة الناتجة عن انفجار تلك الكمية من ال TNT، أي ما يعادل 4.184 تيراجول (TJ)، وتستخدم هذه الوحدة لقياس مقدار قوة القنبلة النووية